# Slovaška književnost
Slovaška književnost je književnost petmilijonskega naroda z njegovimi manjšinami, dolgo se je ukvarjala z vprašanjem svoje identitete. Slovaki vse do začetka 20. stoletja niso imeli lastne nacionalne države, zato je del njihove kulturne dediščine povezan tudi s tujejezičnimi spomeniki na njihovem ozemlju. Slovaška književnost tako nastopa šele od 19. stoletja, po standardizaciji slovaškega knjižnega jezika. Od leta 1843 je pisala vrsta slovaških izobražencev »Šturovcev« - poimenovanih po Ludovitu Šturu (1815-1856), ki so ustvarjali književnost, zapisano v domačem, narodnem, slovaškem jeziku.

## Obdobje romantike
Nastop romantike na slovaškem pomeni pravzaprav pionirsko delo slovaških književnikov. Svetu so pokazali bogastvo in velik izrazni potencial slovaškega jezika, ki se je dotlej razvijal le v vsakdanji rabi in zahvaljujoč ljudskim običajem. Predstavniki tega obdobja so :
- Jozef Miloslav-Hurban (1817-1888)
- Jan Kalinčiak (1822-1871)
- Michal Miloslav Hodža (1811-1870)
- Andrej Sladkovič (1820-1872)
- Ľudovít Štúr (1815-1856)

To so bili misleci, izobraženci, romantični pesniki, ki niso samo pisali svoja književna dela, pač pa tudi veliko prevajali Sheakespeara, Goetheja in druge pisce. Knjižna slovaščina se je tako razvijala, izpopolnjevala in spreminjala. Z jezikom se je spreminjalo tudi razumevanje sveta in Slovakov.

## Obdobje prve polovice dvajsetega stoletja
Nastop dvajsetega stoletja je pomenil za Slovake začetek velikih sprememb, soustanovitev države Češkoslovaške, začetek industrializacije v tradicionalni agrarni skupnosti, kar je prineslo nove impulze v slovaško književnost. Nastopijo pomembni realistični pisci, takšni so:
- Svetozar Hurban-Vajansky (1847-1916)
- Pavol Országh-Hviezdoslav (1849-1921)
- Martin Kukučin (1860-1928)- veliki povezovalec s sosednjo češko in rusko književnostjo.
- Josef Gregor-Tajovsky (1874-1940)- predstavnik socialno-kritične knjževnosti.
- Božena Slaničkova-Timrava (1874-1940)

## Obdobje po drugi svetovni vojni
Po drugi svetovni vojni se je slovaška književnost znašla v zelo neugodnem položaju saj je delovala skoraj pol stoletja v totalitarizmu. Ustvarjalci poezije in proze so si prizadevali za estetsko avtonomnost pri književnem ustvarjanju, vendar se niso uspeli izogniti splošnemu razvrednotenju življenja ljudi in družbe. V književnosti takratnega časa se pojavlja voluntarizem, anarhija, konservativizem, izolacionizem in diktatura. Pojavijo se tudi različne umetniške pobude, ki pa večinoma med seboj ne komunicirajo. Politična otoplitev v letu 1960 je prinesla nekaj toplega vetra tudi v književnost, vendar se je hitro zaustavila do osamosvojitve Slovaške. Šele sedanje  srednje in mlajše generacije pesnikov in pisateljev, nadaljujejo delo začeto že v šestdesetih letih. Na področju poezije so to pesniki:
- Marián Milčák
- E.Grouch
- I.Kolenič
- M.Velka
- D.Hevier
- V.Klimaček
- T.Lehenova- in še nekateri drugi.

Na področju proze- Novi roman- so to pisatelji:
- Ján Johanides (*1934)
- Rudolf Sloboda (1938-1995)
- Pavel Hrúz (1941-2008)
- Pavol Janík (*1956)
- Dušan Mitana (*1946)
- Pavel Vilikovský (*1941)
- J.Bodnarova
- Dušan Dušek (*1946) pisatelj, filmski scenarist,
- J.Litvak

Na področju kratke proze - fabule so to:
- Peter Pištanek (*1960)
- Dušan Taragel (*1961)
- Igor Otčenáš (*1956)
- Márius Kopcsay (*1968) pisatelj, novinar,
- Pavol Rankov (*1964) vsi pišejo naturalistično-realistično.

Pisateljice na področju kratke proze, ki pišejo z elementi avtobiografije so:
- Etela Farkaševá (*1943) esejistka, filozofinja,
- J.Juranova
- D.Zavadova

Pisatelji-pisateljice z disidentsko in emigrantsko preteklostjo so:
- I.Kladlečik
- Hana Ponicka (1922-2007)
- Jaroslava Blažková (*1933)
- I.Brežna- in še več manj znanih.